# Publius Septimius Aper
Publius Septimius Aper war ein im 2. Jahrhundert n. Chr. lebender römischer Politiker.
Durch eine Inschrift, die auf den 1. Juli 153 datiert wird, ist belegt, dass Aper 153 zusammen mit Marcus Sedatius Severianus Suffektkonsul war; die beiden traten ihr Amt am 1. Juli des Jahres an. Gaius Septimius Severus Aper war möglicherweise sein Sohn.